# Раана Ліакат Алі Хан
Раана Ліакат Алі Хан (урду عنا لياقت على خانангл. Ra'ana Liaquat Ali Khan; (13 лютого 1905 , Алмора, Британська Індія  — 13 червня 1990 , Карачі )) — перша леді Пакистану з 1947 по 1951 рік. Її чоловік Ліакат Алі Хан обіймав посаду першого в історії прем'єр-міністра країни.

## Життєпис
Раана Ліакат Алі Хан була однією з провідних жіночих фігур у Пакистанському русі, професійним економістом та державним діячем епохи холодної війни. Раанна розпочала політичну кар'єру у 1940-х роках і стала учасником ключових подій у Пакистані. Працювала членом виконавчого комітету Пакистанського руху під керівництвом Мухаммада Алі Джинни. Потім була економічним радником у Пакистанському русі та стала першою леді Пакистану, коли її чоловік Ліакат Хан Алі очолив уряд країни. Будучи першою леді Пакистану займалася підвищенням освітнього рівня серед жінок у країні. Наступні десятиліття працювала державною службовцем.
У 1970-х роках приєдналася до соціалістичного політичного руху Зульфікара Алі Бхутто, обраного прем'єр-міністром країни. Вона була одним із найбільш довірених урядових та економічних радників Зульфікара Алі Бхутто та його уряду, і відігравала впливову роль при прийнятті багатьох ключових економічних рішень у країні. Зульфікар Алі Бхутто висунув Раану на посаду губернатора провінції Сінд, вона принесла присягу 15 лютого 1973 року. Раана Ліакат Алі Хан стала першою жінкою-губернатором провінції Сінд, а також першим канцлером Університету Карачі.
У 1977 році Раана разом із Зульфікаром Алі Бхутто та його партією здобула перемогу на парламентських виборах 1977 року, але не була переобрана на посаду губернатора через військовий переворот під керівництвом генерала Зія-уль-Хак Махаммада, начальником штабу сухопутних військ Пакистану.
Померла в 1990 році через зупинку серця і була похована в Карачі, з повними державними та військовими почестями. Завдяки її зусиллям з розвитку медицини, розширення прав жінок, Раана широко відома в Пакистані під прізвиськом Mother of Pakistan.

## Нагороди та відзнаки
- Найвища військова відзнакою Нішан-е-Імтіаз (Орден Досконалості) Уряду Пакистану;
- Великий хрест Оранських Нассау від Королеви Нідерландів Юліани;
- Лауреатка Міжнародної премії Гімбела за заслуги перед людством (1962).
- Премія Організації Об'єднаних Націй у галузі прав людини за її видатний внесок у просування та захист прав людини, закріплених у Загальній декларації прав людини та інших документах ООН з прав людини (1978).